# Irmgard Trojer
Irmgard Trojer (* 16. März 1964 in Innichen) ist eine ehemalige italienische Leichtathletin, die im 400-Meter-Hürdenlauf antrat. Bei Mittelmeerspielen gewann sie einmal Silber und einmal Bronze.

## Sportliche Karriere
Irmgard Trojer trat für den Südtiroler Sportverein Bruneck an. Von 1987 bis 1992 war sie sechsmal in Folge italienische Meisterin über 400 Meter Hürden.
1986 bei den Europameisterschaften in Stuttgart überstand Trojer die Vorläufe und schied dann im Halbfinale aus. Auch im Jahr darauf bei den Weltmeisterschaften in Rom war für Trojer der Wettbewerb nach dem Halbfinale vorbei. Zwei Wochen später bei den Mittelmeerspielen in Latakia siegte die Marokkkanerin Nawal El Moutawakel vor der Türkin Semra Aksu, dahinter wurde Trojer Dritte vor ihrer Landsfrau Giuseppina Cirulli. Bei den Olympischen Spielen 1988 in Seoul traten 35 Läuferinnen über 400 Meter Hürden an. Ins Halbfinale kamen die ersten drei Läuferinnen jedes Vorlaufs sowie die zeitschnellste Vierte. Trojer war die zweitschnellste Vierte, für das Halbfinale fehlten ihr 0,14 Sekunden.
1989 startete Trojer bei der Universiade in Duisburg. Irmgard Trojer wurde Dritte hinter Margarita Chromowa aus der Sowjetunion und der Kanadierin Rosey Edeh. 1990 bei den Europameisterschaften in Split erreichte Trojer wieder das Halbfinale. Am 10. Juli 1991 gelang Irmgard Trojer bei den Mittelmeerspielen in Athen der schnellste Lauf ihres Lebens. In 55,42 Sekunden wurde sie Zweite hinter der Marokkanerin Nezha Bidouane. Ende August 1991 bei den Weltmeisterschaften in Tokio kam Trojer wieder bis ins Halbfinale. Zum Abschluss ihrer Karriere trat Trojer bei den Olympischen Spielen in Barcelona an. Einmal mehr schied sie im Halbfinale aus.